# José Luis Munárriz
José Luis Munárriz e Iraizoz (Estella, Navarra; 26 de agosto de 1762 - Madrid; 18 de julio de 1830), escritor, traductor y crítico literario español.

## Biografía
Munárriz realizó la carrera literaria, que concluyó con veintidós años, en la universidad de Salamanca, donde permaneció hasta 1796 a fin de completar sus estudios. Ejerció la crítica literaria en el Semanario de Salamanca bajo el pseudónimo de Pablo Zamalloa. Se estableció en Madrid en 1796 y entró al servicio de la Compañía de Filipinas, donde obtuvo, primeramente, el empleo de secretario. El dos de octubre de ese mismo año fue elegido miembro honorario de la Real Academia de Bellas Artes de San Fernando; se encargó de estudiar y reformar la enseñanza de las artes y el primero de mayo de 1807 fue nombrado secretario de la misma, cargo del que dimitió por incompatibilidades con otros trabajos en 1815, si bien continuó como consiliario. 
Con la invasión napoleónica emigró a Galicia y regresó a Madrid en 1813. El 30 de marzo de 1815 fue nombrado director de la Compañía de Filipinas. Fue amigo del poeta liberal Manuel José Quintana y publicó numerosos versos en la prensa diaria, pero fue conocido sobre todo por sus traducciones, en especial de las Lecciones sobre la Retórica y las Bellas Letras (Madrid, 1798-1799, 4 vols., segunda edición Madrid, 1804), publicada en 1783 por el escocés Hugo Blair, a las que añadió un estudio sobre seis poemas de épica culta española; en la tercera reedición de 1822 agregó además un ensayo sobre la literatura española, anticipándose en algunos aspectos al Romanticismo. Publicó un Compendio de esta obra en 1815.
En 1814 fue elegido académico de número por la Real Academia Española.
Con la revolución liberal de Rafael del Riego, fue miembro de la Sociedad Patriótica de Pamplona en 1820. Publicó Suplemento al Correo Universal de Literatura y Política, o Refutación de sus números 1 y 2 en lo relativo a la Compañía de Filipinas (Madrid, 1820, fechado el 30 de junio). De 1821 a 1823 fue individuo de la Dirección General de Estudios y en 1822 miembro de la Junta de Libertad de Imprenta. También fue diputado a Cortes por Navarra entre 1822 y 1823.
Sus ideas en estética literaria son claramente prerrománticas: la poesía es "el lenguaje de las pasiones", dice traduciendo a Hugo Blair. Más erradas son sus afirmaciones lingüísticas, como que el origen de la lengua española es visigótico.

## Traducción al español
La Tragedia de Macbeth de William Shakespeare, 1819.